# Буковець (Серадзький повіт)
Буковець (пол. Bukowiec) — село в Польщі, у гміні Броншевиці Серадзького повіту Лодзинського воєводства.
Населення — 236 осіб (2011).
У 1975-1998 роках село належало до Серадзького воєводства.

## Демографія
Демографічна структура станом на 31 березня 2011 року:
|          | Загалом | Допрацездатний вік | Працездатний вік | Постпрацездатний вік |
| -------- | ------- | ------------------ | ---------------- | -------------------- |
| Чоловіки | 122     | 18                 | 88               | 16                   |
| Жінки    | 114     | 23                 | 63               | 28                   |
| Разом    | 236     | 41                 | 151              | 44                   |